# Aschbach-Markt
Aschbach-Markt è un comune austriaco di 3 757 abitanti nel distretto di Amstetten, in Bassa Austria; ha lo status di comune mercato (Marktgemeinde). È suddiviso in sei comuni catastali (Katastralgemeinden): Abetzberg, Aschbach-Dorf, Aschbach-Markt, Krenstetten, Mitterhausleiten e Oberaschbach.